# Uhamaka
Uhamaka ist ein Verwaltungsbezirk (englisch Ward) des Distrikts Singida (MC) in der tansanischen Region Singida.

## Geografie
Uhamaka ist ein Bezirk im nördlichen Zentralteil von Tansania, er liegt im Nordwesten der Regionshauptstadt Singida. Bei der Volkszählung 2022 lebten 9120 Menschen in 1773 Haushalten auf einer Fläche von 77 Quadratkilometern.
Der Bezirk grenzt im Norden an den Distrikt Singida (DC), im Westen den Distrikt Ikungi und sonst an drei Bezirke des Distrikts Singida (MC):
| Irisya   | Msisi                                       | Mtipa   |
| Sepuka   | Kompassrose, die auf Nachbargemeinden zeigt | Mandewa |
| Mtunduru | Mwankoko                                    |         |

## Gliederung
Der Bezirk besteht aus drei Gemeinden (swahili Mtaa) mit acht Orten in der Gemeinde (Kitongoji) Uhamaka:
| Mwamrafa | Uhamaka - Ndiga - Mughanga - Mumbiwi - Msimihi - Misuna - Mghondwe - Nambaro - Mnyambi | Ititi |

## Wirtschaft und Infrastruktur
- Landwirtschaft: Uhamaka st ein periurbaner Bezirk, in dem vor allem Pflanzen in Gärten angebaut und Bienen gezüchtet werden.[8]
- Bildung: In den Gemeinden Uhamaka und Ititi gibt es je eine staatliche Apotheke.[9][10]